# The Wall Street Journal
The Wall Street Journal, afgekort WSJ en bijgenaamd The Journal, is een invloedrijk internationaal dagblad, dat sinds 8 juli 1889 in de stad New York wordt uitgegeven. De krant is in handen van News Corp.

## Activiteiten
The Wall Street Journal legt zich toe op Amerikaans en internationaal zakelijk en financieel nieuws en aanverwante vraagstukken. De naam van de krant is afgeleid van Wall Street, een straat in New York die het hart van het zakendistrict vormt. De krant heeft al 33 keer de Pulitzerprijs gewonnen.
In 1983 werd er een Europese versie, The Wall Street Journal Europe in Brussel opgericht. Deze wordt in zestig landen in Europa, het Midden-Oosten, Afrika en Rusland gedistribueerd. Van 2000 tot 2010 werd de versie in 9 drukkerijen, waarvan 1 in België en tot maart 2015 in Nederland door de drukkerij van het voormalige Limburgs Dagblad in Heerlen gedrukt. Door de crisis in de krantenindustrie en op de advertentiemarkt daalde de oplage waardoor de krant in 2016 nog slechts in 4 drukkerijen wordt gedrukt in Frankrijk, Duitsland, Italië en Engeland.
De dagelijkse oplage in 2024 bedroeg 4,3 miljoen, waarvan 3,8 miljoen digitaal.

## Geschiedenis
In 2007 werd Dow Jones, de moedermaatschappij van de krant, overgenomen door News Corporation. De familie Bancroft, die meer dan 60% van het stemrecht vertegenwoordigde, was aanvankelijk tegen de overname, maar stemde uiteindelijk in. De Bancroft familie en News Corporation waren overeengekomen dat de nieuws- en opiniesecties van de krant hun redactionele onafhankelijkheid zouden behouden.
In juli 2011 nam Les Hinton, de bestuursvoorzitter van Dow Jones & Co., de moedermaatschappij van The Wall Street Journal, ontslag na de onthullingen over het telefoonafluisterschandaal in Engeland.
In 2013 werd Dow Jones & Co., en daarmee ook de krant, ondergebracht in een nieuw bedrijf, News Corp.
De krant gebruikt tekeningetjes in plaats van foto's en is daarin uniek tussen de andere grote kranten.